# Искусство и политика
Искусство и политика — фундаментальный труд Антонио Грамши, который составил основу философии политики XX века.

## Содержание
Первостепенный замысел работы заключался в анализе предпосылок поражения коммунистической революции в Италии. Так Пальмиро Тольятти отмечал:
Решение задач, связанных с политической и организационной работой, с руководством рабочим движением и передовой партией рабочего класса,— вот к чему были устремлены все его помыслы. Он глубоко, самым скрупулезным образом изучил марксистскую литературу; но марксизм всегда означал для него неразрывное единство теории и революционной практики, взаимосвязь дел и принципов,
непрерывное углубление теории на основе обобщения опыта классовой борьбы.

## Критика
Грамши по-своему понимал и интерпретировал марксизм. В своих исследованиях он опирался на основные постулаты философии Ф. Энгельса. Несмотря на слабость, болезнь и надорванные силы в заключении, Антонио Грамши работал над изданием без перерывов.